# La dolce mela
Con il titolo La dolce mela si indica il fr. 105a Voigtː esso era parte di un componimento della poetessa dell'Antica Grecia Saffo.

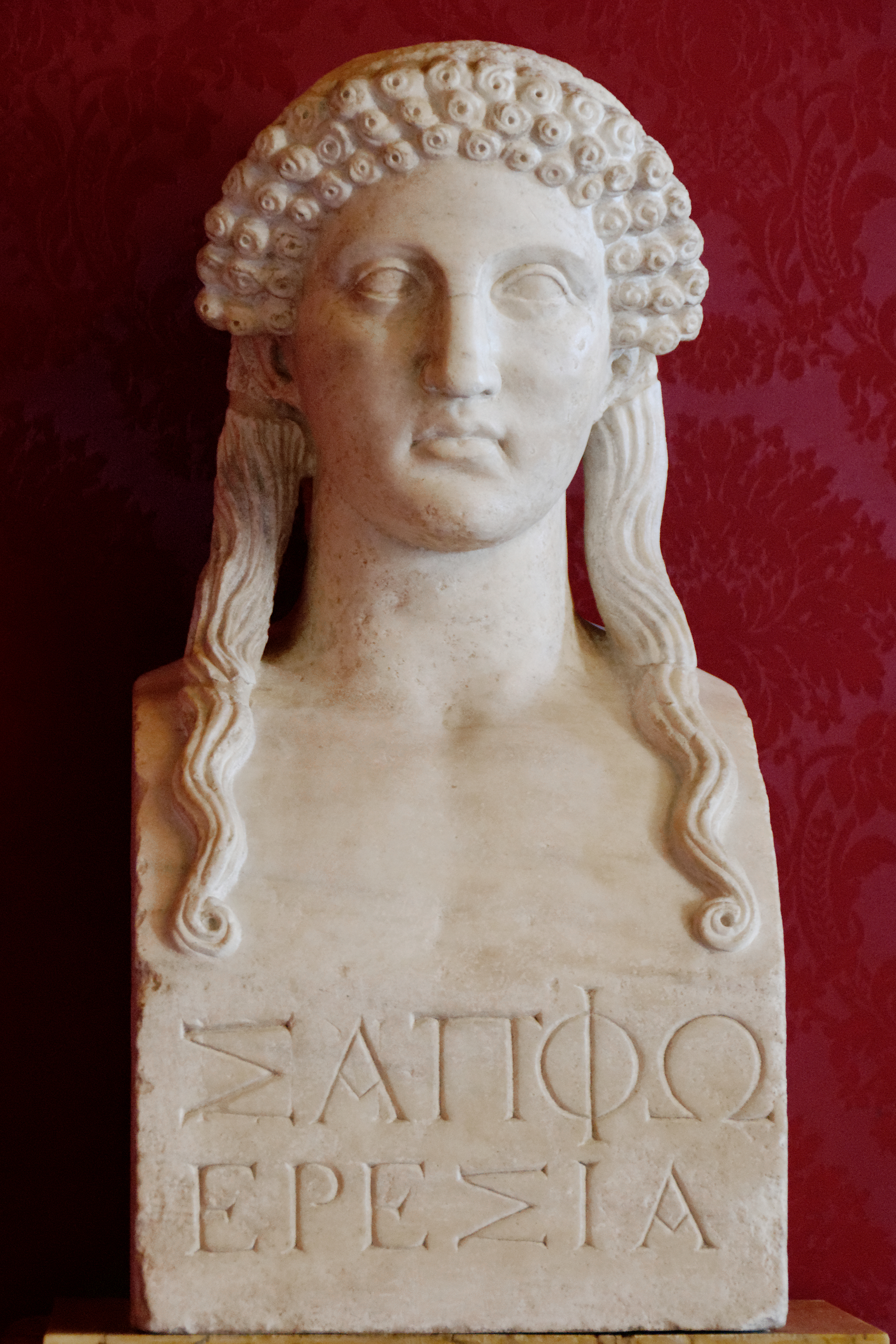
Busto di Saffo conservato nei Musei capitolini a Roma

## Testo
ἄχρον ἐπ’ ἄχροτάτῳ λελάθοντο δὲ μαλοδρόπηες·

οὐ μὰν ἐχλελάθοντ’, ἀλλ’ οὐχ ἐδύναντ’ ἐπὶχεσθαι.»
ramo rosseggia, alta sul più alto; 

la dimenticarono i coglitori;

no, non fu dimenticata: invano

tentarono raggiungerla.»
(Traduzione di Salvatore Quasimodo)

## Analisi
Il frammento rappresenta sicuramente una parte di un epitalamio, ossia di un canto nuziale, come indicherebbero il tema ed il fatto che sia una similitudine, sia pure sganciata dal contesto.

### Struttura poetica
La poesia è costituita da una sola strofa di tre versi in esametri dattilici, spalmati in un unico lungo periodo. Di notevole impatto poetico in greco, che invece si perde in italiano, è il poliptoto: ἄχρῳ - ἄχρον - ἄχροτάτῳ, che mette in enfasi l'altezza della mela che nessuno riuscì a cogliere, enfasi accentuata dal fatto che il terzo membro del poliptoto è di grado superlativo. Altro poliptoto, anche se di minor impatto, è μᾶλον in due composti (γλυχὺμαλον, tra l'altro ossimoro ideato proprio da Saffo - μαλοδρόπηες), che - purtroppo - si perde nella traduzione italiana, così come si perde il gioco di parole sul duplice significato di μᾶλον (mela - mammella).

### Significato e commento
Il frammento 105a Voigt si riferisce ad una sposa che arriva alle nozze ad un'età matura, paragonata ad una mela dolce, che è nata sul ramo più alto e non è stata colta non perché i coglitori la dimenticarono, ma perché non riuscirono a raggiungerla. Il paragone è chiaro: la sposa ha lasciato il tiaso in età più matura ed è arrivata "tardi" alle nozze non perché sia meno bella delle altre sue compagne, ma semplicemente perché non aveva ancora trovato un compagno degno di lei e che l'amasse come merita. Da tali delicate parole emergono sia il tenero affetto che Saffo prova per la sua allieva, sia la conseguente volontà da parte della donna di consolare la ragazza sul fatto che ella non è inferiore alle sue compagne.